# Saint-Maurice-la-Fougereuse
Saint-Maurice-la-Fougereuse è un comune francese di 552 abitanti situato nel dipartimento delle Deux-Sèvres nella regione della Nuova Aquitania.

## Società

### Evoluzione demografica
Abitanti censiti